# محمد الهرادي
محمد الهرادي (مواليد سنة 1946، سوق الأربعاء) روائي وقاص مغربي.

## مسيرته
ازداد سنة 1946 بسوق الأربعاء بإقليم القنيطرة.
تابع دراسته بكلية الآداب والعلوم الإنسانية –شعبة الفلسفة- بالرباط، ثم التحق بمدرسة المفتشين.
انضم إلى اتحاد كتاب المغرب سنة 1970.

## أعماله
ينشر نصوصه بمجموعة من الصحف والمجلات: التحرير، المحرر، الاتحاد الاشتراكي، العلم، الكفاح الوطني، آفاق، أقلام، الأقلام العراقية، إبداع (مصر)، وغيرها.

### الروايات
- اللوز المر: رواية، اتحاد الأدباء والكتاب العرب، دمشق، 1980.

- أحلام بقرة: رواية، دار الخطابي، البيضاء، 1988.
- ديك الشمال، 2001.
- دانتي، 2015.
- معزوفة الأرنب، 2022.

### المجموعات القصصية
- ذيل القط، البيضاء، لجنة الثقافة للاتحاد الاشتراكي للقوات الشعبية، 1990 / ط.2، الهيئة المصرية العامة للكتاب، القاهرة، 1990.

### السيرة
نوبير الأموي: موقع في قمة جبل، 1995.